# ToileF1.com
ToileF1.com était un site internet francophone consacré à la Formule 1 créé en 2002 par Thomas Olifirenkoff. En 2015, Motorsport.com en fait sa version francophone.

## Historique
Le site est créé à titre personnel en 2002 par Thomas Olifirenkoff. Site francophone consacré à la Formule 1, ToileF1.com comptait, d'après le site, jusqu’à 80 000 visiteurs quotidiens et occupait la première place des sites francophones du segment.
À partir du 2 mai 2011, le magazine spécialisé F1i Magazine s'associe à ToileF1.com et l'url F1imagazine.com est redirigé vers le site de ToileF1 ; en 2012, le site F1i.fr est réactivé.
En 2015, ToileF1 est racheté par le groupe international Motorsport.com qui en fait sa version francophone. ToileF1 poursuit ainsi son activité tandis que Motorsport France en reprend les articles en proposant du contenu supplémentaire. 
Le 19 juillet 2016, ToileF1.com est officiellement redirigé vers Motorsport.com.